# Peperoni ripieni
I peperoni ripieni sono un piatto tipico della cucina di molti paesi. Vengono svuotati e farciti con un ripieno che può contenere, a seconda dei casi, carne macinata, formaggio, olive, capperi, acciughe sotto sale, uova e riso. In alcune preparazioni possono anche venire lasciati in ammollo nell'aceto per alcune ore prima della farcitura.

## Nel mondo

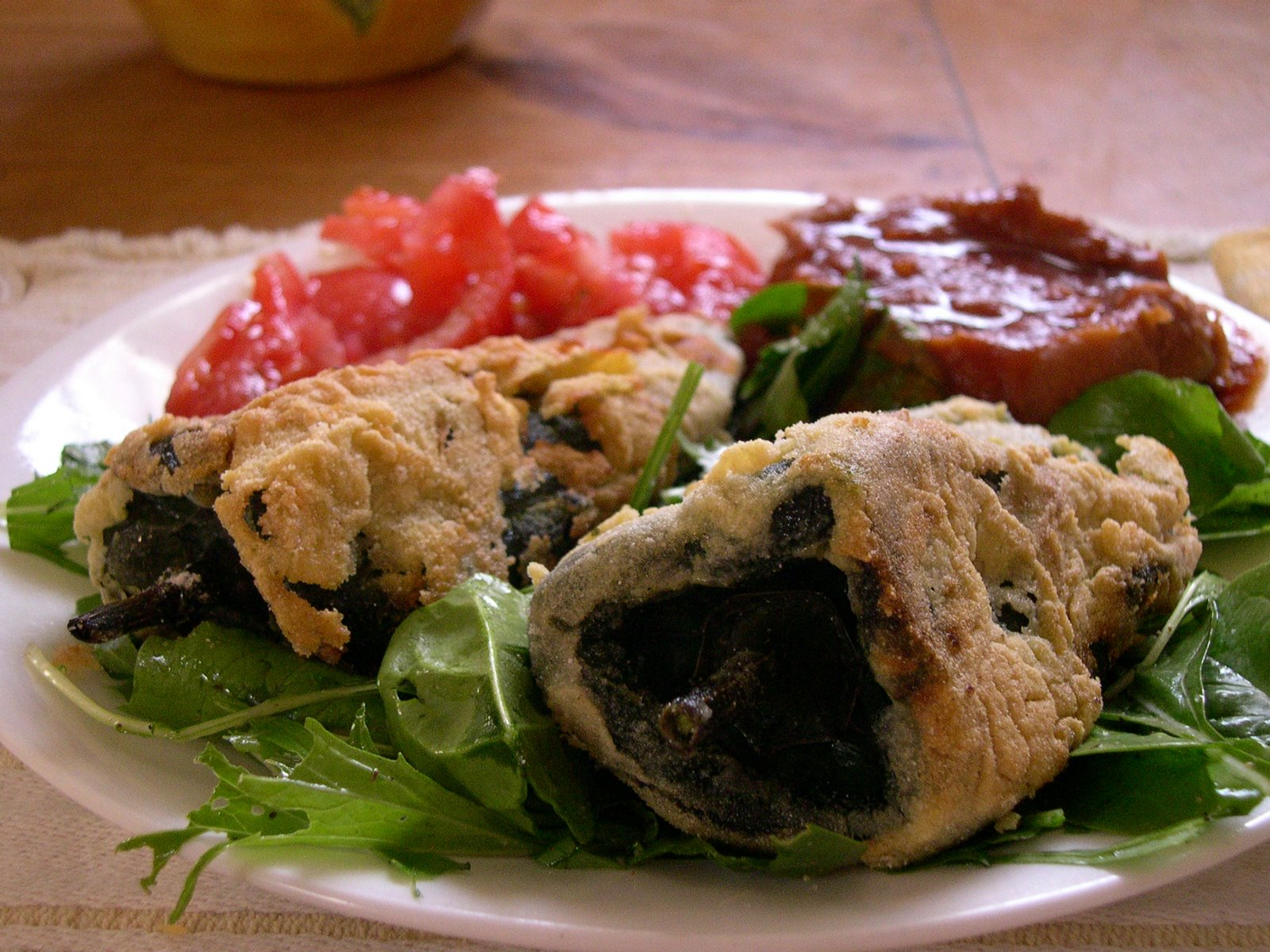
Chile rellenos (peperoni ripieni messicani) impiattati

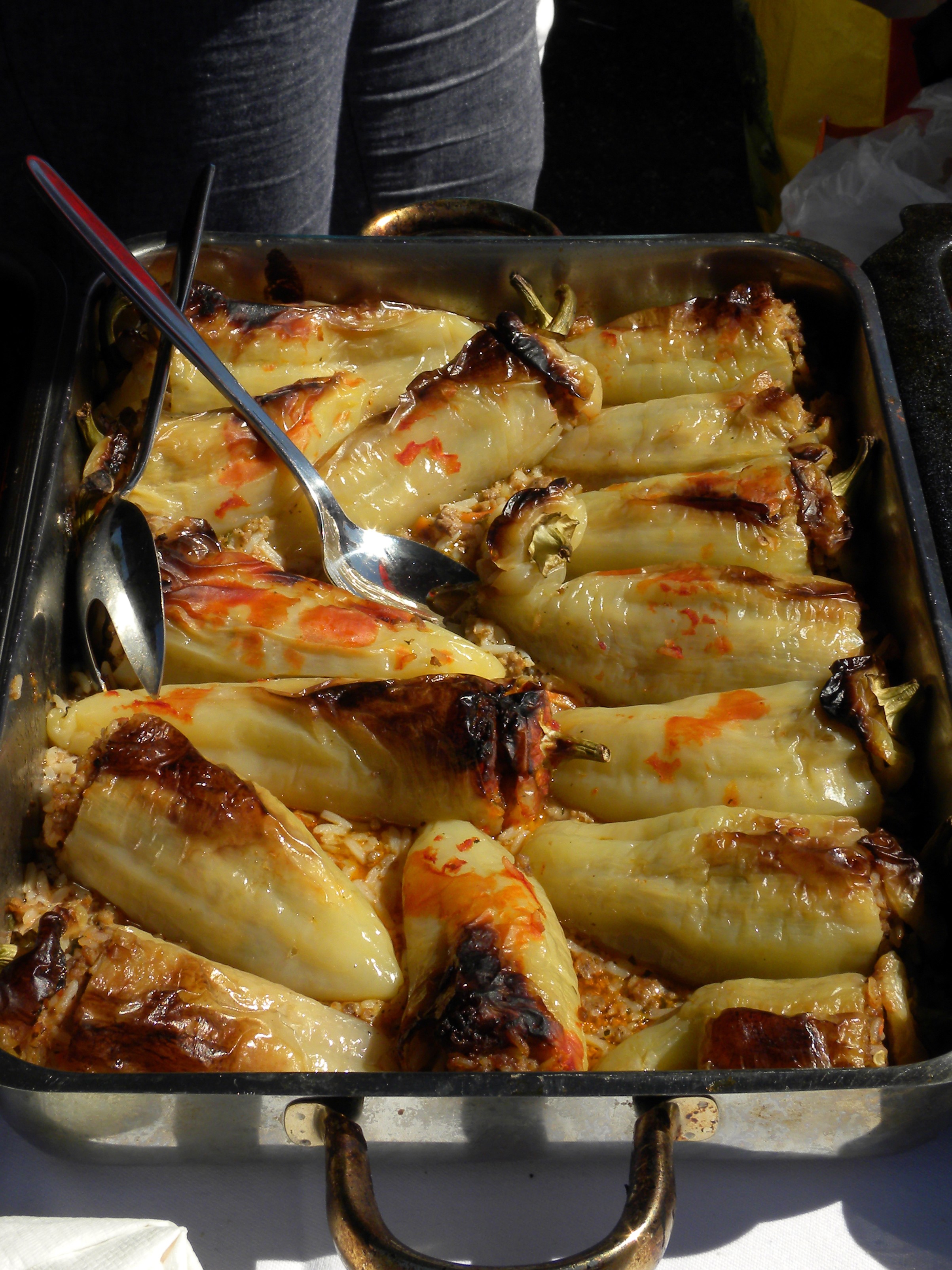
Gemistà macedone di peperoni

- In Piemonte i peperoni ripieni sono farciti con il seirass o il riso lessato.[4] In alcune aree del Piemonte vi è anche una preparazione con ripieno di tonno, i peperoni vengono solitamente consumati come antipasto.[5]
- In Lombardia, tipici del Bresciano sono i peperoncini verdi ripieni, piccoli e dal gusto particolare e intenso: la farcitura è a base di riso lessato, insaporito con paté di olive e basilico.[6]
- Nel Sud Italia vengono consumati, a seconda della stagione, freddi o caldi[7] contengono le alici, i capperi, il pangrattato, le olive e la salsa di pomodoro.[4]
- Tra le altre zone dove questa pietanza è molto diffusa vi sono i Balcani[8] o l'America Latina,[9] dove si colloca la zona di origine del peperone.
- La gemistà, preparata in Grecia e paesi limitrofi, è un piatto a base di verdure ripiene che comprende tipicamente i peperoni. In altri casi le verdure farcite sono pomodori o zucchini.